# Carapoia una
Carapoia una är en spindelart som beskrevs av Huber 2005. Carapoia una ingår i släktet Carapoia och familjen dallerspindlar. Inga underarter finns listade.